# Eisenbahn-Verordnungs-Blatt
Das Eisenbahn-Verordnungs-Blatt war eine deutsche Fachzeitschrift.
Es erschien von 1878 bis 1920 und diente u. a. dazu, dass Gesetze und Verordnungen im Rahmen der Preußischen Eisenbahnen bekanntgemacht wurden. Zudem wurden Nachrichten über Eröffnung neuer Bahnstrecken und Stationen sowie Ernennungen, Beförderungen und Versetzungen von Beamten veröffentlicht. Ergänzend erschien dazu von 1896 bis 1920 das Eisenbahn-Nachrichtenblatt, als Beilage 1878 bis 1880 das Archiv für Eisenbahnwesen. 
Herausgegeben wurde es vom preußischen Ministerium der öffentlichen Arbeiten. 
Fortgesetzt wurde es durch das Reichs-Verkehrs-Blatt, Abteilung A, Für Eisenbahnen.